# Communauté de communes Eure-Madrie-Seine
Die Communauté de communes Eure-Madrie-Seine ist ein ehemaliger französischer Gemeindeverband mit der Rechtsform einer Communauté de communes im Département Eure in der Region Normandie. Sie wurde am 25. November 2002 gegründet und umfasste 17 Gemeinden. Der Verwaltungssitz befand sich in der Gemeinde Le Val d’Hazey.

## Historische Entwicklung
Mit Wirkung vom 1. Januar 2018 verließ die Gemeinde Saint-Aubin-sur-Gaillon den hiesigen Verband und wechselte zur Seine Normandie Agglomération. Am 4. April 2018 setzte der Conseil d’État die entsprechenden Verordnungen des Präfekten des Départements außer Kraft und Saint-Aubin-sur-Gaillon wurde wieder in den Gemeindeverband aufgenommen.
Am 1. September 2019 fusionierte der Gemeindeverband mit der Communauté d’agglomération Seine-Eure, die unter dem gleichen Namen neu gegründet wurde.

## Ehemalige Mitgliedsgemeinden
1. Ailly
2. Autheuil-Authouillet
3. Cailly-sur-Eure
4. Champenard
5. Clef Vallée d’Eure
6. Courcelles-sur-Seine
7. Fontaine-Bellenger
8. Gaillon
9. Heudreville-sur-Eure
10. Le Val d’Hazey
11. Les Trois Lacs
12. Saint-Aubin-sur-Gaillon
13. Saint-Étienne-sous-Bailleul
14. Saint-Julien-de-la-Liègue
15. Saint-Pierre-de-Bailleul
16. Saint-Pierre-la-Garenne
17. Villers-sur-le-Roule